# Chandra Deep Field South

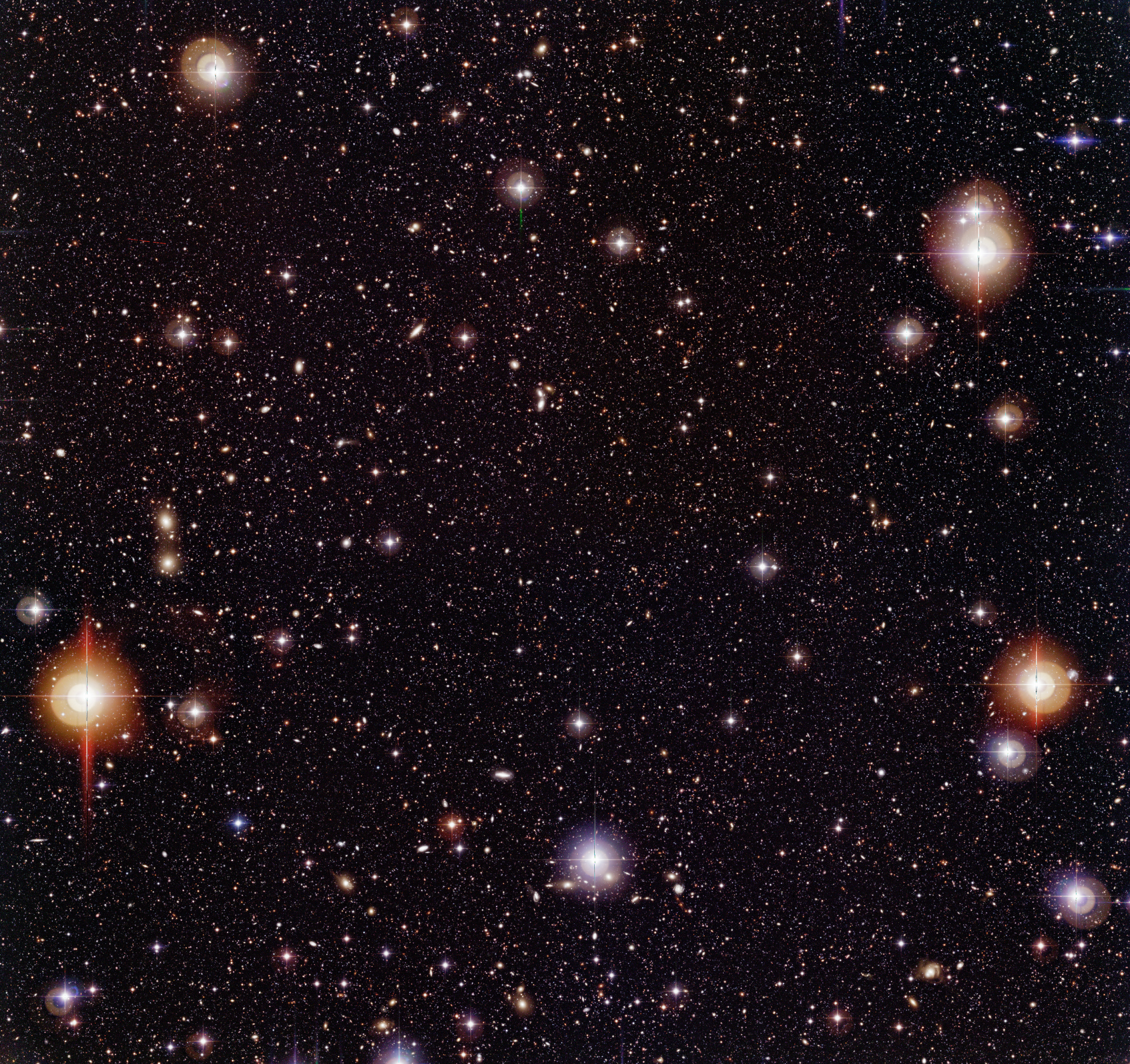
Трёхцветное композитное изображение Chandra Deep Field South (CDF-S), полученное на телескопе MPG/ESO в Обсерватории Ла-Силья в Чили.

Chandra Deep Field South (CDF-S) — изображение, полученное рентгеновской обсерваторией Чандра. Расположение снимка было выбрано таким, поскольку данная область неба относительно свободна от облаков нейтрального водорода, как, например, Дыра Локмана, что позволяет ясно увидеть рентгеновское излучение от областей вне Млечного Пути. Центр изображения имеет координаты RA=3ч 32м 28.0с, DEC=−27° 48′ 30″ (J2000.0), изображение занимает 0.11 квадратного градуса, по диагонали размер составляет 16 угловых минут. Область изображения находится в созвездии Печи.
Изображение было получено сопоставлением 11 отдельных экспозиций ACIS-I при суммарной экспозиции более миллиона секунд в период с 1999 по 2000 годы под руководством Риккардо Джаккони. Эта область была выбрана для наблюдения, поскольку в этой части неба гораздо меньше галактического газа и пыли, способных поглотить излучение от далёких источников. Дальнейшие наблюдения, проводимые с 2000 по 2010 годы, дали общую экспозицию более чем в 4 миллиона секунд. Дополнительные 4 миллиона секунд экспозиции были запланированы на конец 2015 года, что дало общее время экспозиции более 8 миллионов секунд. Chandra Deep Field South представляет собой единый объект, который наблюдался на телескопе Чандра дольше всех других. 
Наблюдения в нескольких спектральных областях проводились совместно на Очень большом телескопе и в Паранальской обсерватории. В ходе исследований было обнаружено, что фоновое рентгеновское излучение возникает от центральных сверхмассивных чёрных дыр в далёких галактиках, также были получены некоторые свойства квазаров второго типа (квазары, которые глубоко погружены в пыль и газ для направления нашего луча зрения). В области снимка было открыто более 300 рентгеновских источников, многие из которых принадлежат активным ядрам галактик низкой светимости на расстоянии около 9 миллиардов световых лет. Также был открыт один из самых далёких квазаров, с красным смещением z=3.7 на расстоянии около 12 миллиардов световых лет.